# Centaurea poeltiana
Centaurea poeltiana là một loài thực vật có hoa trong họ Cúc. Loài này được Puntillo mô tả khoa học đầu tiên năm 1997.